# Macrodorcatoma multistriata
Macrodorcatoma multistriata is een keversoort uit de familie klopkevers (Anobiidae). De wetenschappelijke naam van de soort is voor het eerst geldig gepubliceerd in 1937 door Pic.